# 鬼馬特工隊
《鬼馬特工隊》（The Secret Show，又譯秘密行動，臺灣稱特務小英雄）是一部由英國BBC電視台兒童頻道製作的動作、搞笑動畫片。除了在英國和美國地區播放外，香港的無線電視明珠台也有播放。

## 概要
此動畫片主要講述在2082年，U.Z.Z.組織的兩名秘密成員在吩咐下到達世界各地去保衛地球並阻止敵人的奸計。每次開場白都是The Fluffy Bunny Show在表演，但每次都因緊急原因而被並強制性清場，然後要開始執行秘密行動。兩位成員在執行任務途中總會鬧出一些笑話，但又真的能順利完成任務。此動畫的特點是角色們的腳和手都很瘦，尤其是接近身體那部份。這些角色全是由電腦構成，沒有任何手畫部份。

## 人物簡介
Victor Volt
秘密成員之一。
Anita Knight
秘密成員之一。
每天更換（Changed Daily）
U.Z.Z.組織的主席，由於機密的關係，名字由他的手機隨機製造，有時名字會很趣怪而令眾人笑個不停。
Professor Professor
Special Agent Ray
Doctor Doctor
是反派組織T.H.E.M.的最高領導人。
Sweet Little Granny
就是The Fluffy Bunny Show的主持人，一個和藹可親的老婆婆。

## 相關網站
- 互联网电影数据库（IMDb）上《The Secret Show》的资料（英文）
- 官方網站
- 遊戲網站